# Isola di Mansel
Mansel (Pujjunaq in lingua inuit) è un'isola del Canada posta a nord della baia di Hudson.

## Geografia
Mansel è la più piccola delle tre isole che affiorano nel nord della baia di Hudson. Le altre due sono Southampton e Coats.
L'isola è posta ad est dell'isola di Coats ed a circa 60 km a ovest della penisola di Ungava. Ha una estensione di 3.180 km² estesi per 112 km di lunghezza e 48 di larghezza. Il territorio è ondulato e non supera i 100 metri di altezza. L'isola fa parte della regione Qikiqtaaluk del territorio di Nunavut.

## Storia
L'isola fu scoperta nel 1613 dall'esploratore inglese Thomas Button e fu chiamata Mansel in onore del vice ammiraglio Robert Mansell di cui Button aveva sposato la nipote.
Sull'isola sono presenti resti archeologici della cultura Dorset di popolazioni indigene antecedenti agli inuit. Una stazione commerciale della Compagnia della Baia di Hudson è stata attiva a Swaffield Harbour sulla costa settentrionale dell'isola dal 1930 al 1932.

## Fauna
Sull'isola vivono tra gli altri mammiferi orsi polari, trichechi e diverse specie di foca. 
Sull'isola esiste una riserva per il ripopolamento della renna.